# Loureiro (Irijo)
Loureiro (llamada oficialmente Santa Mariña de Loureiro) es una parroquia del municipio español de Irijo, en la provincia de Orense, Galicia.

## Toponimia
La parroquia también es conocida por el nombre de Santa María de Loureiro.

## Organización territorial
La parroquia está formada por diez entidades de población:

### Entidades de población
Entidades de población que forman parte de la parroquia:
- Alemparte
- Alén
- Barro
- Lousado
- Quintero (O Quinteiro)
- Rúa (A Rúa)
- Valduíde

### Despoblados
Despoblados que forman parte de la parroquia:
- Amieiros (Os Amieiros)
- Ramil
- Rivas (Ribas)

## Demografía
| Gráfica de evolución demográfica de Loureiro entre 2000 y 2022 |
|                                                                |
| Datos según el nomenclátor publicado por el INE.               |